# Chaetophorales

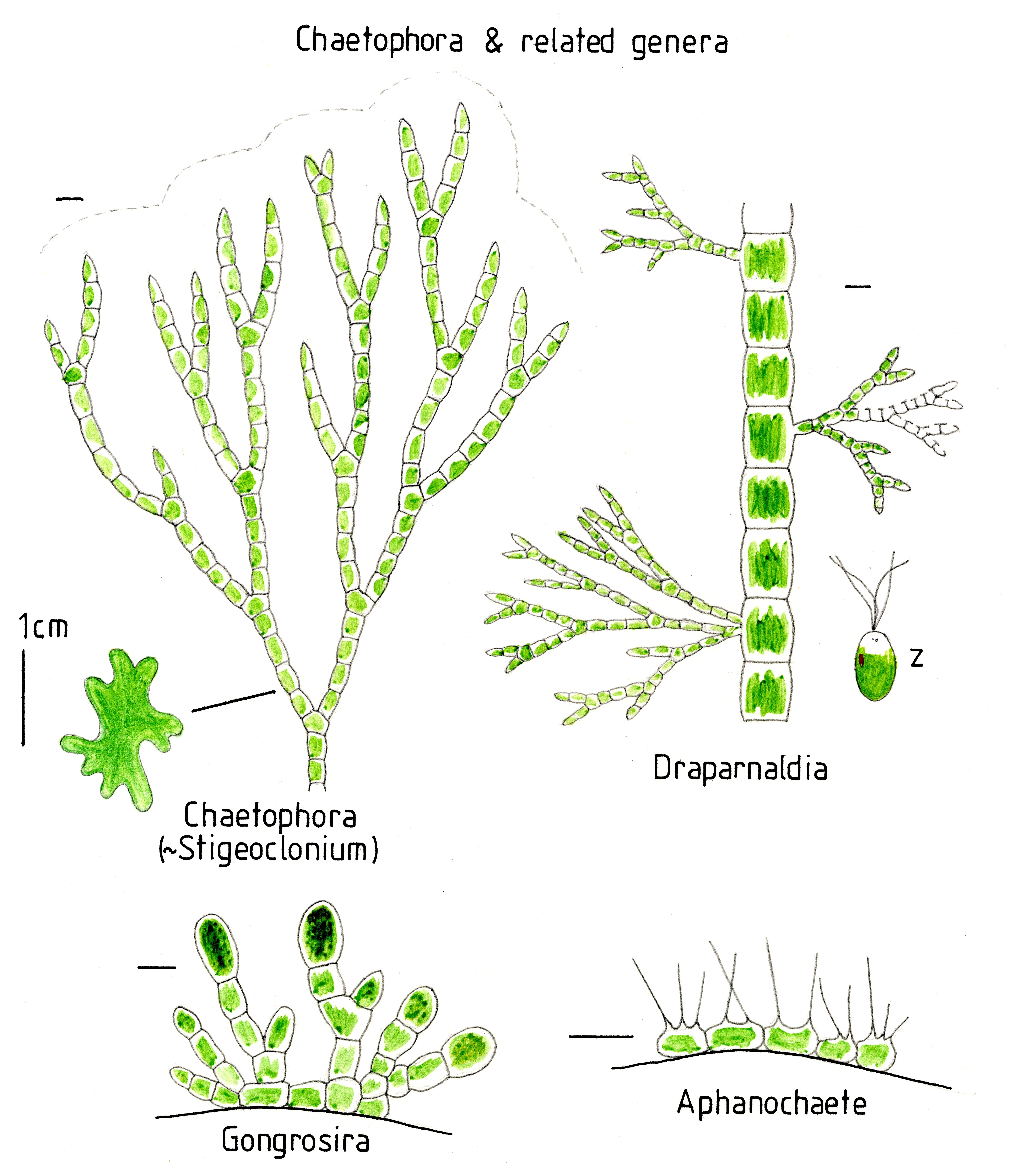
Ilustración

Chaetophorales es un orden de algas verdes, perteneciente a la clase Chlorophyceae. Tiene las siguientes familias:

## Familias
- Chaetophoraceae -
- Chroolepidaceae -
- Schizomeridaceae